# Guillaume Hannezo
Pour les articles homonymes, voir Hannezo.
Guillaume Hannezo est un haut fonctionnaire, dirigeant d’entreprise et banquier français né en 1961.

## Biographie

### Jeunesse et études
Guillaume Hannezo est né le 24 janvier 1961 à Boulogne-Billancourt. Il est le fils de Claude Hannezo, inspecteur des finances sorti major de l'ENA.
Il est le filleul de l'ancien premier ministre Antoine Pinay.
Guillaume Hannezo est ancien élève de l'École normale supérieure (promotion L1979), diplômé de l'Institut d'études politiques de Paris (section Service public, promotion 1981), licencié en droit et ancien élève de l'École nationale d'administration (major de la voie Administration générale de la promotion Léonard-de-Vinci, 1983-1985). Il sort de l'ENA dans le corps de l'Inspection des finances. En 1993, il est détaché pour exercer des fonctions de direction au sein du groupe Assurances générales de France (AGF).

### Conseiller ministériel et présidentiel
Adhérent au Parti socialiste « depuis ses 18 ans », il devient conseiller technique de Pierre Beregovoy au ministère des finances en 1988. Il est nommé à l'Élysée comme conseiller économique de François Mitterrand.
Il est conseiller de permanence à l'Élysée le 19 août 1991 et est le premier à apprendre le putsch de Moscou.
Le ministre de l’Économie et des Finances Laurent Fabius lui propose en mars 2000 la fonction de directeur de cabinet mais il décline l'offre, appartenant alors à l'état-major de Vivendi.

### Carrière subséquente
En 1996, il est nommé directeur financier de la Compagnie générale des eaux, qui devient Vivendi Universal en 2000.
En 2002, Vivendi Universal traverse une crise de confiance qui conduit les banques à refuser de renouveler les lignes de crédit jusqu’au départ de Jean-Marie Messier. Guillaume Hannezo est remplacé comme directeur financier par Jacques Espinasse en juillet 2002 et quitte le groupe en mars 2003. À la suite de ces évènements, plusieurs procédures judiciaires s’ouvrent.
Au milieu des années 2000, il monte sa propre société, FDR Conseil. À partir de 2006, il est associé-gérant de Rothschild & Cie. En 2016, il est cofondateur de WeShareBonds, et préside son comité de surveillance ,.
En 2004, l’Autorité des marchés financiers met hors de cause Guillaume Hannezo sur les charges de délit d’initié et présentation d’informations erronées.
Il est membre-fondateur des Gracques, créé en 2007 pour favoriser un rapprochement entre socialistes et centristes, ainsi que membre du Conseil d'administration et du bureau de Terra Nova,. Il a publié des tribunes sur les crises financières et européennes, ou en appui aux réformes de la gauche sociale-libérale, ainsi que des articles plaidant pour une taxation accrue des successions,, ou critiquant les réponses françaises à la crise COVID à travers la mise en place des prêts garantis par l'État.
Il est également professeur associé au département d'économie de l'Ecole Normale supérieure où il assure le cours d'économie financière (« Rationalité et esprits animaux »).
En 2010, les jurés du Tribunal du district de New York, statuant sur une action collective, déclarent Guillaume Hannezo non coupable de 57 charges de diffusion de fausses information, tout en retenant la responsabilité civile du groupe Vivendi Universal.
En 2014, la Cour d’appel de Paris infirme un jugement contraire de première instance de 2011 en le déclarant non coupable de délits de diffusion de fausse information ou manipulation de cours mais le condamne pour délit d'initié à une amende liée à l’exercice de ses stock-options.
En 2018, il intègre le Comité action publique 2022.

### Engagements publics
Après avoir été membre fondateur du groupe de réflexion de gauche libérale « Les Gracques », il rejoint le groupe de réflexion progressiste Terra Nova
, en tant que membre du conseil d'administration et écrivant régulièrement des notes et rapports depuis 2011. Dans une note publiée au printemps 2023, il appelle à relancer la construction en soutenant en priorité le logement intermédiaire. Son étude anticipe que les prix de l’immobilier « commencent à refluer, après quarante ans de hausse », si les propriétaires se résignent à réduire leurs prix de vente dans les transactions, en effectuant des calculs selon lesquels « la baisse devrait être de 15 à 20 % dans l’ancien, et de 10 % dans le neuf ». La note observe que le « nombre de jeunes ménages modestes propriétaires de leur logement a été divisé par deux en quarante ans ». Il réclame la cession par l'Etat des terrains publics et une fiscalité incitant les propriétaires de terrain à faire construire et les vendre rapidement.

### Vie privée
Il est l'époux de Marie-Laure Sauty de Chalon,.

## Ouvrage
- avec Hakim El Karoui et Thierry Pech, Marine Le Pen présidente. Dystopie politique. 2026-2029, éd. Les Petits Matins, 2025.

## BIbliographie
- Pascal Hénisse, « Guillaume Hannezo, le hussard de Messier », sur lexpansion.lexpress.fr, 1er février 2002.
- Laurence Dequay, « Hannezo, le funambule déchu de la finance », sur marianne.net, 14 juin 2004.
- Gaël Tchakaloff, « Retour vers le futur », sur lenouveleconomiste.fr, 1er juillet 2005.
- « Hannezo Guillaume Thomas Pierre Antoine », dans Fabien Cardoni, Nathalie Carré de Malberg et Michel Margairaz (dir.), Dictionnaire historique des inspecteurs des finances (1801-2009) : dictionnaire biographique et thématique, Paris, Comité pour l'histoire économique et financière de la France, coll. « Histoire économique et financière de la France », 2012 (ISBN 978-2-11-097521-8), p. 716.